# Martin Leo Arons
Martin Leo Arons, nemški fizik in socialist, * 15. februar 1860, Berlin, Nemčija, † 10. oktober 1919, Berlin.